# François VIII de La Rochefoucauld
Pour les articles homonymes, voir La Rochefoucauld.
François VIII de La Rochefoucauld, prince de Marcillac, 1er duc de La Roche-Guyon (1679) puis 4e duc de La Rochefoucauld (1680) et pair de France, né le 17 juillet 1663 et décédé à Paris le 22 avril 1728, est un aristocrate français, maréchal de camp et grand veneur de France.

## Biographie

### Carrière
Fils de François VII de La Rochefoucauld, 3e duc de La Rochefoucauld, et de Jeanne Charlotte du Plessis-Liancourt, il commence sa carrière militaire dans les mousquetaires du roi puis en 1679, il succède à son père et devient grand veneur de France.
En 1683, il est colonel au régiment de Navarre. Il est au siège de Luxembourg en 1684, dans le Palatinat en 1689, et à la bataille de Fleurus en 1690. L'année suivante, il est nommé brigadier d'infanterie et sert aux sièges de Mons et de Namur. Il est grièvement blessé au pied à la bataille de Nerwinden en 1693. Après une période de convalescence, le duc de La Roche-Guyon est promu maréchal de camp le 3 janvier 1696 et rejoint immédiatement l'armée de Flandre.
En 1714, son père meurt, il devient le 4e duc de La Rochefoucauld et vend sa charge de grand veneur.
Reçu chevalier des ordres du roi en 1724, il décède quatre ans plus tard et est inhumé dans l'église Saint-Sulpice de Paris.

### Famille
En 1679, il épouse Madeleine-Charlotte Le Tellier de Louvois, fille de François Michel Le Tellier marquis de Louvois, ministre de Louis XIV, et d'Anne de Souvré.
Il est créé duc de La Roche-Guyon par lettres de novembre 1679 (par succession de sa mère Jeanne du Plessis-Liancourt , petite-fille et héritière du dernier duc de La Roche-Guyon de la maison du Plessis-Liancourt). De son mariage, sont issus dix enfants :
- François de La Rochefoucauld (17 avril 1681 - 29 juillet 1699) ;
- Charles Maurice de La Rochefoucauld (15 août 1684 - 21 août 1694) ;
- Michel Camille de La Rochefoucauld (6 juillet 1686 - 3 août 1712) ;
- Roger de La Rochefoucauld, abbé commendataire du Bec-Hellouin (27 juillet 1687 - 18 juin 1717) ;
- Guy de La Rochefoucauld (Liancourt, 19 septembre 1688 - mai 1698) ;
- Madeleine Françoise de La Rochefoucauld, religieuse à Saint Denis (Paris, 11 septembre 1689 - 22 avril 1717) ;
- Alexandre 1er de La Rochefoucauld,  5e duc de La Rochefoucauld, duc de La Roche-Guyon, pair de France, grand-maître de la garde-robe du Roi, chevalier des ordres du Roi (Paris, paroisse Saint Sulpice, 29 septembre 1690 - ibid 4 mars 1762). Marié en 1715 avec Marie Louise Elisabeth Nicole de Bermond du Caylar de Toiras (1691-1762), dont postérité féminine ;
- Aimery de La Rochefoucauld (Paris, 15 décembre 1691 - 1er novembre 1699) ;
- Guy de La Rochefoucauld, chevalier de Malte, il quitte cet ordre au décès de son frère, Roger, en 1717. Par brevet de Louis XV, en 1730, il est fait duc de La Roche-Guyon et Mestre de camp du régiment de La Rochefoucauld (Paris, 8 septembre 1698 - Paris, 16 novembre 1731). Il épouse en novembre 1731 sa nièce Marie Louise Elisabeth Nicole de La Rochefoucauld, fille et héritière de son frère, Alexandre 1er de La Rochefoucauld, mais meurt prématurément quelques jours plus tard.
- Émilie de La Rochefoucauld (Paris, paroisse Saint-Sulpice, 9 novembre 1700 - Bonnelles, 25 février 1753), mariée en 1725 avec Charles Emmanuel de Crussol, 8e duc d'Uzès, gouverneur de Saintonge et d'Angoumois (1707-1762). Dont postérité[7].